# هازن أوديل
هازن أوديل (بالإنجليزية: Hazen Audel)‏ (من مواليد 25 يناير 1974 في مقاطعة سبوكان (واشنطن)) هو مغامر وعالم احياء ومقدم برامج تلفزيونية، يشتهر ببرنامجه "Survive the Tribe" على قناة ناشيونال جيوغرافيك، حيث يزور المجتمعات القبلية حول العالم، ويتعلم منهم كيفية البقاء والتكيف في البيئات الصعبة. يقدم برامجه بطريقة ملهمة تجمع ما بين المغامرة والتعلم عن الثقافات المختلفة.

## البرامج
- أساليب البقاء: فوق جبال الانديز (2022)
- أساليب البقاء: نهر الميكونغ (2022)
- أساليب البقاء: الهروب من الأمازون (2022)
- التشبث بالحياة: الحرب العالمية الثانية (2019)
- أساليب البقاء: الظروف الأكثر قسوة (2019)
- أساليب البقاء: الصين (2018)
- دليل هازن للنجاة في البراري (2016)
- أساليب البقاء (2016)
- أساليب البقاء: القبيلة (2014)

## وصلات خارجية
- هازن أوديل على موقع IMDb (الإنجليزية)
- هازن أوديل على موقع natgeotv
- برنامج أساليب البقاء على موقع TMDb